# Miohebrus
Miohebrus is een geslacht van wantsen uit de familie van de Hebridae. Het geslacht werd voor het eerst wetenschappelijk beschreven door Garrouste & Nel in 2010.

## Soorten
Het genus is monotypisch en bevat alleen de volgende soort:

- Miohebrus anderseni Garrouste & Nel, 2010